# Manuel Romero Arvizu
Manuel Romero Arvizu OFM (*  13. April 1919 in Eztatlan, Mexiko; † 6. November 2009 in Tepic, Nayarit, Mexiko) war Prälat von Jesús María del Nayar. 

## Leben
Manuel Arvizu trat der Ordensgemeinschaft der Franziskaner bei und empfing am 24. Juni 1945 die Priesterweihe.
Papst Johannes XXIII. ernannte ihn am 24. Mai 1962 zum Titularbischof von Dusa und zum Prälaten der neugegründeten Prälatur Jesús María del Nayar. Er empfing am 15. August desselben Jahres die Bischofsweihe durch den Erzbischof von Guadalajara, José Garibi y Rivera. Mitkonsekratoren waren der Koadjutorerzbischof von Guadalajara, Francisco Javier Nuño y Guerrero, und der Bischof von Tepic, Anastasio Hurtado y Robles.
Als Konzilsvater nahm er an allen vier Sitzungsperioden des Zweiten Vatikanischen Konzils teil. Auf das Titularbistum Dusa verzichtete er am 15. Februar 1978.
Am 27. Juni 1992 nahm Papst Johannes Paul II. seinen vorzeitigen Rücktritt an.